# Heřmanov (Teplá)
Heřmanov (německy Hermannsdorf) je malá vesnice, část města Teplá v okrese Cheb v Karlovarském kraji. Nachází se asi 4,5 kilometru jihovýchodně od Teplé. Prochází zde silnice II/210. Heřmanov leží v katastrálním území Heřmanov u Starého Sedla o rozloze 5,3 km².

## Historie
První písemná zmínka o vesnici pochází z roku 1838. Jiný zdroj ovšem uvádí, že Heřmanov byl založen již roku 1785 za vlády opata tepelského kláštera premonstrátů Christopha Hermanna von Trautmannsdorfa a po něm dostal své jméno.
Ve své historii patřil převážně poštou a farností ke Klášteru Teplá a školou k Berounu. Po druhé světové válce a odsunu německého obyvatelstva bylo v roce 1950 ve vesnici jen 55 obyvatel a jejich počet dál klesal.

## Obyvatelstvo
Obyvatelstvo nacházelo obživu v zemědělství, část v trachytovém kamenolomu na vrchu Špičák (727 metrů) ve Stěnském lese u Heřmanova.
Při sčítání lidu v roce 1921 zde žilo 213 obyvatel, všichni německé národnosti. K římskokatolické církvi se hlásilo 212 obyvatelé, k evangelické církvi jeden obyvatel.
| Rok                                                      | 1869 | 1880 | 1890 | 1900 | 1910 | 1921 | 1930 | 1950 | 1961 | 1970 | 1980 | 1991 | 2001 | 2011 | 2021 |
| -------------------------------------------------------- | ---- | ---- | ---- | ---- | ---- | ---- | ---- | ---- | ---- | ---- | ---- | ---- | ---- | ---- | ---- |
| Počet obyvatel                                           | 149  | 154  | 132  | 163  | 191  | 213  | 225  | 55   | 83   | 66   | 51   | 47   | 46   | 41   | 41   |
| Počet domů                                               | 20   | 20   | 20   | 20   | 24   | 28   | 32   | 20   | -    | 17   | 15   | 14   | 16   | 20   | 22   |
| Počet domů v roce 1961 je zahrnut v počtu domů v Berouně |      |      |      |      |      |      |      |      |      |      |      |      |      |      |      |

## Obecní správa
Při sčítání lidu v letech 1850–1929 Heřmanov byl osadou obce Dřevohryzy v okrese Teplá. V letech 1930–1949 byl samostatnou obcí v okrese Teplá. V letech 1950–1959 byl osadou obce Beroun v okrese Toužim. V letech 1961–1974 byl částí obce Staré Sedlo v okrese Karlovy Vary. Od 1. ledna 1975 je částí města Teplá v okrese Karlovy Vary, ale od 1. ledna 2007 v okrese Cheb.

## Pamětihodnosti
- Barokní trojboká výklenková kaple Nejsvětější Trojice z první poloviny 18. století. Sloužila po zrestaurování od roku 1928 jako památník padlým v první světové válce. Ve výklencích byly umístěny pamětní desky se jmény padlých. V roce 2008 nechalo město Teplá kapli opravit.
- Válečný pomník, věnovaný padlým v letech první světové války, odhalený v červenci 1921. Po roce 1945 byl pomník rozvalen a pamětní deska se jmény zničena. V průběhu roku 2013 byl pomník městem Teplá zrestaurován a 6. září 2013 slavnostně odhalen.[5]